# نورو سولي
نورو سولي (بالإنجليزية: Nuru Sulley)‏ هو لاعب كرة قدم غاني في مركز الدفاع، ولد في 11 يونيو 1992 في أكرا في غانا. شارك مع منتخب غانا لكرة القدم. أما مع النوادي، فقد لعب مع ألانيا سبور ونادي الاتحاد وهارتس أوف أوك.

## وصلات خارجية
- نورو سولي على موقع اتحاد تركيا (لاعب) (الإنجليزية)
- نورو سولي على موقع قاعدة بيانات كرة القدم.إي يو (الإنجليزية)
- نورو سولي على موقع عالم كرة القدم.نت (الإنجليزية)